# Fines herbes

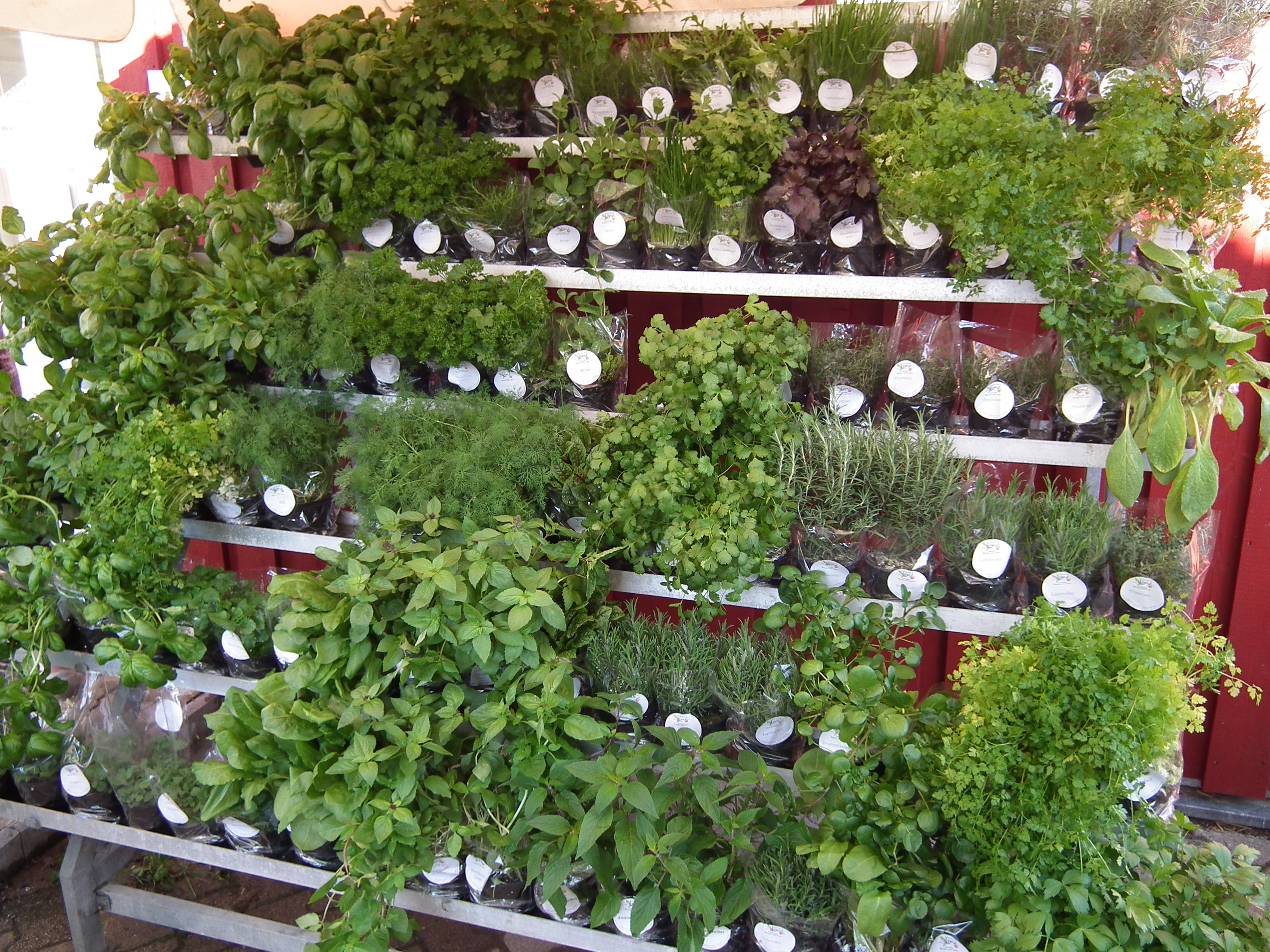
Fines herbes

Les fines herbes en gastronomia són un assortiment d'herbes aromàtiques combinades i molt ben picades amb què s'adoben certs menjars. S'utilitzen de preferència fresques i verdes, i es distingeixen d'altres condiments a base de les fruites de plantes aromàtiques o de plantes dessecades. Generalment són api, cerfull, julivert i estragó.  La proporció de cadascuna es calcula tenint en compte el seu poder aromàtic i el menjar al qual van destinades. A l'origen l'expressió és un gal·licisme, per traducció literal.
Fines herbes no és un terme botànic. Es referix a herbes que fan bona olor i bon gust, que s'utilitzen a la cuina com a condiment i que se solen trobar al camp, com ara l'alfàbrega, el julivert, l'orenga, la menta, fonoll etc. S'hi sol incloure també les fulles de llorer i de vegades el marduix. La mescla típica d'Occitània i Provença es diu herbes de Provença. A França pot designar una barreja particular de quatre herbes (cibulet, cerfull, julivert i estragó).